# Веремій Ігор Григорович
І́гор Григо́рович Веремі́й  (нар. 27 грудня 1962, Городенка) — заступник Міністра економічного розвитку і торгівлі України з вересня 2014 до лютого 2015 року.

## Короткий життєпис
Народився 27 грудня 1962 (м. Городенка, Івано-Франківська область).

## Освіта
- Київський політехнічний інститут (1984), інженер хімік-технолог; Українська академія зовнішньої торгівлі (1999), магістр міжнародного менеджменту.
- Вересень 1979 — червень 1984 — студент Київського політехнічного інституту.
- Листопад 1984 — червень 1986 — служба в армії.

## Праця
- Червень 1986 — червень 1989 — старший майстер Чернігівського заводу радіоприладів.
- Лютий 1992 — серпень 1995 — заступник директора ПП.
- Вересень 1995 — квітень 2003 — провідник економіст, начальник відділу, заступник начальника Головного управління експортного контролю Міністерства зовнішніх економічних зв'язків і торгівлі України; заступник керівника департаменту торговельних обмежень та контролю за зовнішньоекономічною діяльністю Міністерства економіки України, керівник департаменту торговельних обмежень та контролю за зовнішньоекономічною діяльністю Міністерства економіки та з питань європейської інтеграції України.

## Дипломатична діяльність
- Квітень 2003 — квітень 2007 — керівник торговельно-економічної місії Посольства України в Російській Федерації[2][3].
- Серпень 2007 — квітень 2009 — директор Департаменту співробітництва з СНД та Російською Федерацією Міністерства економіки України.
- Квітень 2009 — квітень 2010 — перший заступник керівника Головного управління соціально-економічного розвитку Секретаріату Президента України.
- Квітень 2010 — серпень 2012 — перший заступник керівника, з серпня 2012 — керівник Головного управління з питань економічної політики та впровадження економічних реформ Адміністрації Президента України.

## Нагороди і звання
- Орден «За заслуги» ІІІ ступеня (23 серпня 2021) — за значний особистий внесок у державне будівництво, зміцнення обороноздатності, соціально-економічний, науково-технічний, культурно-освітній розвиток Української держави, вагомі трудові досягнення, багаторічну сумлінну працю та з нагоди 30-ї річниці незалежності України[4]
- Заслужений економіст України (21 грудня 2009) — за вагомий особистий внесок у розвиток української дипломатії, багаторічну сумлінну працю, високий професіоналізм та з нагоди Дня працівників дипломатичної служби[5].

## Ранг державного службовця
Державний службовець 3-го рангу (2009).